# Feromagnetismus

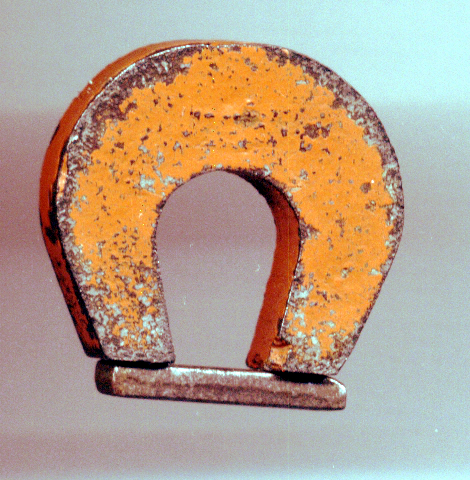
Feromagnetismus je fyzikální teorie, která popisuje magnetické vlastnosti látek

Feromagnetismus je jev, kterým materiál může vykazovat spontánní magnetizaci a je jednou z nejsilnějších forem magnetismu. Je odpovědný za většinu magnetických reakcí vyskytujících se v každodenním životě a (včetně speciálního případu ferrimagnetismu, níže) je základem pro všechny permanentní magnety (stejně jako pro kovy, které jsou k nim znatelně přitahovány).
Látka vykazující feromagnetické vlastnosti se označuje jako feromagnetikum nebo feromagnetická látka.

## Podstata feromagnetismu
Ve feromagnetických látkách (feromagnetikách) vznikají tzv. magnetické domény – tzv. Weissovy domény, což jsou "myšlené" oblasti v nichž jsou magnetické dipóly shodně orientovány. V nepřítomnosti vnějšího magnetického pole je směr magnetických momentů jednotlivých domén různý a výsledný magnetický moment látky je tedy nulový. Ve slabém magnetickém poli dochází k rozšiřování hranic domén, jejichž dipólový moment je orientován ve směru vnějšího magnetického pole, což vede k poměrně značnému zesílení vnějšího magnetického pole. Při vyšší intenzitě vnějšího magnetického pole se magnetické dipólové momenty domén natočí skokem do krystalografického směru, který je nejblíže směru vnějšího magnetického pole. Ve velmi silných vnějších magnetických polích se magnetické momenty domén postupně natáčí do směru vnějšího magnetického pole a další zvyšování vnějšího magnetického pole již vede pouze k zesilování vnějšího pole, které je shodné s vlivem paramagnetických látek. Zesílení magnetického pole ve feromagnetické látce je tedy závislé na intenzitě vnějšího magnetického pole.
Původně se termín feromagnet používal pro jakýkoli materiál, který mohl vykázat spontánní magnetizaci: čistý magnetický moment za absence externího magnetického pole. Tato obecná definice se stále používá. Později byly ale identifikovány různé typy spontánní magnetizace, kde existuje víc než 1 magnetický iont na základní buňku materiálu, což vedlo k striktnější definici „feromagnetismu“, která se často používá na jeho odlišení od ferrimagnetismu. Podrobněji, materiál je „feromagnetický“ v tomto užším smyslu jen když „všechny“ jeho magnetické ionty přidají pozitivní příspěvek k čisté magnetizaci. Jestliže některé magnetické ionty „odebírají“ z čisté magnetizace (jsou-li částečně anti-uspořádány), pak je materiál „ferrimagnetický“. Jsou-li ionty anti-uspořádány kompletně a tedy mají nulovou čistou magnetizaci i přes magnetické uspořádání, pak je to antiferomagnet. Všechny tyto efekty uspořádání se vyskytují jen při teplotách pod určitou kritickou teplotou, nazývanou Curieho teplota (pro feromagnety a ferrimagnety) nebo Néelova teplota (pro antiferomagnety). Je-li Curieho teplota (značena Tc) překročena, rozpadá se ve feromagnetiku soudržnost domén (uspořádané skupiny dílčích momentů) a materiál ztratí feromagnetickou schopnost.
Feromagnetické chování mohu vykazovat i některé nanostruktury s netriviální topologií (plošné či lineární), aniž by u nich bylo možno hovořit o doménách v klasickém smyslu. Příkladem mohou být tzv. Janusovy grafenové nanopásky se „zubatou“ hranou, které by se v budoucnosti mohly stát základem pro feromagnety na čistě uhlíkové bázi.

## Feromagnetické látky
Mezi feromagnetické látky patří např. železo, ocel, nikl, kobalt, gadolinium, ruthenium nebo některé slitiny.

## Ferrimagnetické látky
Ferrimagnetické látky (ferity) jsou sloučeniny oxidu železitého s oxidy jiných kovů (mangan, baryum).[zdroj?]

## Regulace magnetických vlastností křemíkem
K modifikaci magnetických vlastností feromagnetik se často do materiálu přimíchává křemík. Díky této příměsi dochází ke zvýšení rezistivity, snížení magnetických ztrát, snížení anizotropie a koercitivity a snížení indukce potřebné k nasycení feromagnetika. Příměsí křemíku ale dochází i ke změnám mechanických vlastností materiálu: zvýšení tvrdosti a křehkosti, zhoršení zpracovatelnosti a zlepšení mikrostruktury.

Optimální obsah křemíku pro magnetické vlastnosti materiálu je 6,5 %. Vzhledem k neodvratně souvisejícím změnám mechanických vlastností se např. u železa zůstává u nižších obsahů křemíku: 0,5-3,2 % pro dynamové plechy a 3,2-4,6 % pro transformátorové plechy.